# 6749 Ireentje
A 6749 Ireentje (ideiglenes jelöléssel 7068 P-L) a Naprendszer kisbolygóövében található aszteroida. Cornelis Johannes van Houten,  Ingrid van Houten-Groeneveld és Tom Gehrels fedezte fel 1960. október 17-én.